# Circonscription de Ben M'sick
La circonscription de Ben M'sick est la circonscription législative marocaine que compte la préfecture de Ben M'sick située en région Casablanca-Settat. Elle est représentée dans la Xe législature par Taoufik Kamal, Abdelmajid Joubij et Mohamed Joudar.

## Historique des députations
| Législature | Début de mandat  | Fin de mandat    | Députés élus | Députés élus        | Députés élus | Députés élus            | Députés élus | Députés élus        |
| ----------- | ---------------- | ---------------- | ------------ | ------------------- | ------------ | ----------------------- | ------------ | ------------------- |
| IXe         | 26 novembre 2011 | 7 octobre 2016   |              | Karim Ghellab (PI)  |              | Abdelmajid Joubij (PJD) |              | Mohamed Joudar (UC) |
| Xe          | 8 octobre 2016   | 8 septembre 2021 |              | Taoufik Kamil (RNI) |              | Abdelmajid Joubij (PJD) |              | Mohamed Joudar (UC) |
| XIe         | 9 septembre 2021 | ?                |              | Taoufik Kamil (RNI) |              | Mustapha Jdad (PAM)     |              | Mohamed Joudar (UC) |

## Historique des élections

### Découpage électoral d'octobre 2011

#### Élections de 2016
| Parti       | Parti                                         | Voix    | %      | Député(s) élus    |  |
| ----------- | --------------------------------------------- | ------- | ------ | ----------------- |  |
|             | Parti de la justice et du développement (PJD) | 15 584  | 42,54  | Abdelmajid Joubij |  |
|             | Union constitutionnelle (UC)                  | 8 657   | 23,63  | Mohamed Joudar    |  |
|             | Rassemblement national des indépendants (RNI) | 4 473   | 12,21  | Taoufik Kamal     |  |
|             | Parti de l'Istiqlal (PI)                      | 3 788   | 10,34  |                   |  |
|             | Parti authenticité et modernité (PAM)         | 1 388   | 3,79   |                   |  |
|             | Parti travailliste (PT)                       | 685     | 1,87   |                   |  |
|             | Fédération de la gauche démocratique (FGD)    | 648     | 1,77   |                   |  |
|             | Parti du progrès et du socialisme (PPS)       | 475     | 1,30   |                   |  |
|             | Parti de l'espoir (PE)                        | 426     | 1,16   |                   |  |
|             | Union socialiste des forces populaires (USFP) | 140     | 0,38   |                   |  |
|             | Mouvement populaire (MP)                      | 133     | 0,36   |                   |  |
|             | Front des forces démocratiques (FFD)          | 109     | 0,30   |                   |  |
|             | Parti Al Ahd Addimocrati (AHD)                | 57      | 0,16   |                   |  |
|             | Parti démocratique de l'indépendance (PDI)    | 57      | 0,16   |                   |  |
|             | Parti démocrate national (PDN)                | 12      | 0,03   |                   |  |
|             |                                               |         |        |                   |  |
| Inscrits    | Inscrits                                      | 111 377 | 100,00 |                   |  |
| Abstentions | Abstentions                                   | 74 745  | 67,11  |                   |  |
| Exprimés    | Exprimés                                      | 36 632  | 32,89  |                   |  |

#### Élections de 2021
| Parti       | Parti                                                       | Voix   | %      | Député(s) élus |  |
| ----------- | ----------------------------------------------------------- | ------ | ------ | -------------- |  |
|             | Union constitutionnelle (UC)                                | 8 012  | 30,89  | Mohamed Joudar |  |
|             | Rassemblement national des indépendants (RNI)               | 7 815  | 30,13  | Taoufik Kamil  |  |
|             | Parti authenticité et modernité (PAM)                       | 2 283  | 8,80   | Mustapha Jdad  |  |
|             | Parti de la justice et du développement (PJD)               | 1 810  | 6,98   |                |  |
|             | Mouvement populaire (MP)                                    | 1 296  | 5,00   |                |  |
|             | Mouvement démocratique et social (MDS)                      | 1 213  | 4,68   |                |  |
|             | Parti de l'Istiqlal (PI)                                    | 931    | 3,59   |                |  |
|             | Union socialiste des forces populaires (USFP)               | 565    | 2,18   |                |  |
|             | Parti des Néo-Démocrates (PND)                              | 468    | 1,80   |                |  |
|             | Parti de la renaissance et de la vertu (PRV)                | 419    | 1,62   |                |  |
|             | Parti socialiste unifié (PSU)                               | 412    | 1,59   |                |  |
|             | Parti du progrès et du socialisme (PPS)                     | 317    | 1,22   |                |  |
|             | Parti de l'unité et de la démocratie (PUD)                  | 246    | 0,95   |                |  |
|             | Parti de l'environnement et du développement durable (PEDD) | 106    | 0,41   |                |  |
|             | Parti du centre social (PCS)                                | 26     | 0,10   |                |  |
|             | Parti démocratique de l'indépendance (PDI)                  | 17     | 0,07   |                |  |
|             |                                                             |        |        |                |  |
| Inscrits    | Inscrits                                                    | 97 066 | 100,00 |                |  |
| Abstentions | Abstentions                                                 | 71 130 | 73,28  |                |  |
| Exprimés    | Exprimés                                                    | 25 936 | 26,72  |                |  |